# Microibidion muticum
Microibidion muticum là một loài bọ cánh cứng trong họ Cerambycidae.